# Nayland-with-Wissington
Nayland-with-Wissington – civil parish w Anglii, w Suffolk, w dystrykcie Babergh. W 2011 civil parish liczyła 1163 mieszkańców. W obszar civil parish wchodzą także Nayland i Wissington.